# Yola Polastri
Yolanda Piedad Polastri Giribaldi, detta Yola (Lima, 25 febbraio 1950 – Lima, 7 luglio 2024), è stata un'attrice, cantautrice e conduttrice televisiva peruviana.

## Biografia
Yola Polastri nacque il 25 febbraio 1950 a Lima quarta e ultimogenita dopo i fratelli María Eugenia, Remo e Augusto. Prese lezioni di balletto in tenera età a Miraflores e intraprese una carriera di attrice precoce presso il Club de Teatro de Lima.
Suo fratello maggiore, Augusto, ballerino in uno show televisivo noto come Ritmo en el 4, portò Polastri a Panamericana Televisión per far parte del gruppo noto come Las Cincodélicas.
All'inizio degli anni '70 apparve in numerosi programmi televisivi, tra cui Ritmolandia, Matrimonio y algo más, El buen ambiente, Topoyadas, El Tío Johnny, Simplemente María, El Adorable Profesor Aldao, Inconquistable Viviana Hortiguera e Un verano para recordar. Successivamente recitò in El Mundo de los Niños, che fu rinominato Los niños y su mundo, dopo che il governo di Juan Velasco Alvarado commissionò un programma televisivo nazionale per bambini.
Dopo aver recitato in Hola Yola di América Televisión, il successo di nuovi programmi come El show de Yuly, El show de Xuxa e Nubeluz la portò a trasferirsi alle produzioni teatrali. Divenne un'attivista per il ritorno dei programmi per bambini dopo la loro scomparsa negli anni '90.
Polastri subì un ictus all'inizio del 2024 e venne perciò ricoverata alla Clínica Delgado a Miraflores. Dimessa due mesi dopo, tornò a casa in uno stato delicato per riprendersi. il 20 maggio seguente morì il fratello Remo, una perdita che debilitò ulteriormente la sua già precaria salute. Yola Polastri morì a Lima la mattina del 7 luglio 2024 all'età di 74 anni a causa di un infarto come rivelato in seguito dalla nipote. La notizia della sua morte venne diffusa tramite il suo account Instagram. Numerosi collaboratori e amici offrirono le loro condoglianze poco dopo.